# 林堡斯蒂勒姆山
72°34′S 31°19′E / 72.567°S 31.317°E
林堡斯蒂勒姆山是南極洲的山峰，位於東部南極洲的毛德皇后地，處於博埃山以北2公里，海拔高度2,350米，屬於比利時山脈的一部分，該山峰在1957至1958年由比利時探險隊發現，現時受南極條約體系管理。